# ジェフリー・フランケル
ジェフリー・フランケル（Jeffrey Alexander Frankel、1952年11月5日 - ）は、アメリカの経済学者。ハーバード大学ケネディ政治スクール教授（James W. Harpel Professor of Capital Formation and Growth）であり、専門は国際金融論、外国通貨論、金融財政論、国際商品論、ブロック経済論、世界環境問題などである。カリフォルニア州サンフランシスコ生まれ。

## 略歴
- 1952年　カリフォルニア州サンフランシスコで生まれる。
- スワースモア大学を卒業する。
- マサチューセッツ工科大学（MIT）からPh.D.を取得する。
- IMF、ブルッキングス研究所、イェール大学などに勤務する。
- 1987年～1999年　カリフォルニア大学バークレー校教授なる。
- 全米経済研究所（NBER）で国際金融とマクロ経済学プログラムのディレクターを務めるとともに、景気循環日付委員会メンバーとなる。
- 1996年～1999年　クリントン政権の大統領経済諮問委員会委員となる。
- 1999年　ハーバード大学政治大学院教授となる。
- ニューヨーク地区連銀、ボストン地区連銀のアドバイザーとなる。

## 業績
- 貿易における重力モデル

## 主要著作

### 日本語訳
- （C・フレッド・バーグステンと共著）『円・ドル合意後の金融市場――金融市場開放後のシナリオ』、高橋由人訳、東洋経済新報社、1985年
- 『1990年代の国際政策協調』、服部彰編著、同文館出版、1992年
- （リチャード・E・ケイブス、ロナルド・W・ジョーンズと共著）『国際経済学入門Ⅰ』（国際貿易編）、伊藤隆敏監訳、田中勇人訳、日本経済新聞社、2003年
- （リチャード・E・ケイブス、ロナルド・W・ジョーンズと共著）『国際経済学入門Ⅱ』（国際マクロ経済学編）、伊藤隆敏監訳、田中勇人訳、日本経済新聞社、2003年）

### 原書
- World Trade and Payments: An Introduction (with Richard Caves & Ronald Jones),  10th edition, 2007, Addison Wesley Longman: Boston, MA.  (Ninth ed., 2002; Eighth ed., 1999; Seventh ed., 1996; Sixth ed., 1993; 5th ed., 1990.  Translations of World Trade and Payments: Chinese, 2005; Polish, 2004; French, 2003; and Japanese, 2003)
- Regional Trading Blocs, Institute for International Economics, Washington DC, 1997.
- Does Foreign Exchange Intervention Work? (with Kathryn Dominguez), Institute for International Economics, Washington DC, D.C., 1993      * Financial Markets and Monetary Policy, MIT Press: Cambridge, MA, 1995.
- On Exchange Rates, MIT Press: Cambridge, MA, 1993.